# Burkhard Rost

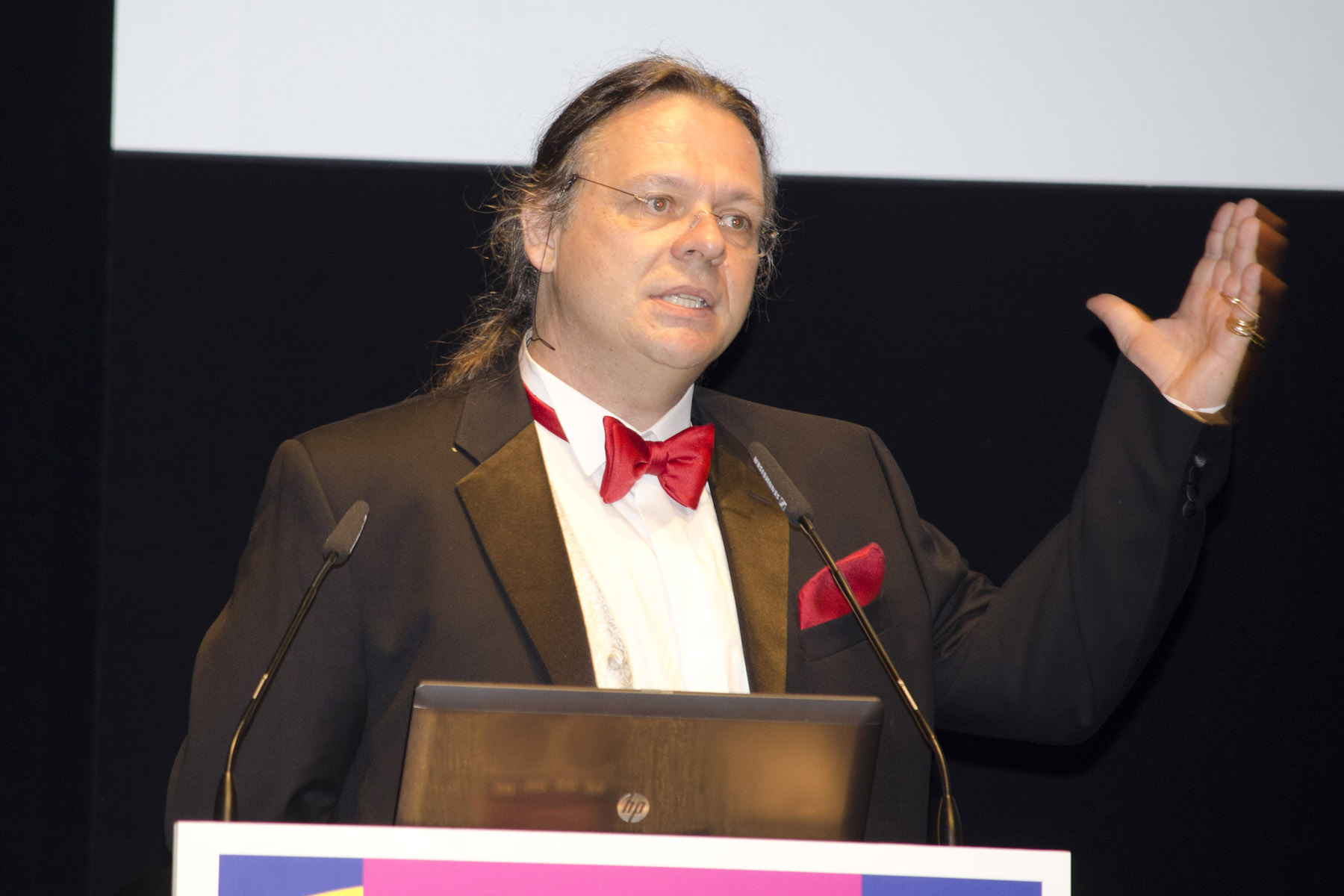
Burkhard Rost 2013

Burkhard Rost (* 11. Juli 1961) ist ein deutscher Bioinformatiker.
Rost besuchte in Herzberg am Harz das Ernst-Moritz-Arndt-Gymnasium, leistete Wehrdienst bei der Luftwaffe und studierte ab 1982 Physik (und weitere Fächer wie Geschichte, Psychologie und Philosophie) an der Universität Gießen und der Universität Heidelberg, an der er 1994 promoviert wurde. Seine Dissertation (Neural networks and evolution - advanced prediction of protein secondary structure) fertigte er am EMBL an, an dem er auch als Post-Doktorand war. Außerdem war er am European Bioinformatics Institute (EBI) in Hinxton (Cambridgeshire) und kurze Zeit bei der Firma LION bioscience in Heidelberg. 1998 wurde er Assistant Professor und 2000 Associate Professor an der Medizinischen Fakultät der Columbia University. 2009 erhielt er eine Humboldt-Professur und wurde Professor an der TU München.
Er benutzt Methoden des Maschinenlernens (Neuronale Netzwerke, Support Vector Machine) für Vorhersagen zum Beispiel von Sekundärstruktur von Proteinen und deren Funktion, Vorhersage der Wirkung von Punktmutationen. Dabei kombiniert er die Methoden mit evolutionären Informationen. Die entwickelte Software (wie den Internetserver PredictProtein ab 1992) macht er teilweise online zugänglich. Seine Gruppe verfolgt auch Anwendungen in Medizin.
Am Anfang seiner Karriere befasste er sich als theoretischer Physiker mit Spingläsern und neuronalen Netzwerken als Modelle für das Gehirn. Seine Diplomarbeit in Physik in Heidelberg war über Learning algorithms for spin-glass-like neural networks. 1988 bis 1990 untersuchte er mit Mitteln der Volkswagenstiftung teilweise in den USA ein theoretisches Projekt zur Verifizierung von Rüstungskontrolle mit seismischen und akustischen Sensornetzwerken.
2007 bis 2014 war er Präsident der International Society for Computational Biology (ISCB).

## Schriften (Auswahl)
- mit C. Sander: Prediction of protein secondary structure at better than 70% accuracy, J. Mol. Biol., Band 232, 1992, S. 584–599.
- mit C. Sander: Combining evolutionary information and neural networks to predict protein secondary structure, in: Proteins: Structure, Function, and Genetics, Band 19, 1994, S. 55–72.
- PHD: predicting one-dimensional protein structure by profile-based neural networks, Methods in Enzymology, Band 266, 1996, S. 525–539.
- Twilight zone of protein sequence alignments, Protein Engineering, Band 12, 1999, S.  85–94
- mit G. Yachdav, J. Liu: The PredictProtein server, Nucleic acids research, Band 32 (Suppl. 2), 2004, W321–W326
- mit P. Caminci u. a.: The transcriptional landscape of the mammalian genome, Science, Band 309, 2005, S. 1559–1563
- mit A. Schlesinger, J. Liu: Natively unstructured loops differ from other loops,  PLoS Computational Biology. 2007; 3: e140.
- mit Y. Bromberg: SNAP: predict effect of non-synonymous polymorphisms on function, Nucleic Acids Res., Band 35, 2007; S. 3823–3835.
- mit R. Nair: Mimicking cellular sorting improves prediction of subcellular localization, J. Mol. Biol., Band 348, 2005, S. 85–100.
- mit Y. Ofran: Protein-protein interaction hotspots carved into sequences, PLoS Computational Biology. 2007; 3: e119.